# Pałac w Turczynowe
 Pałac w Turczynowe – wybudowany w 1896 r. przez hr. Ksawerego Branickiego w uroczysku Turczynowe.
Obiekt wzniesiony na skraju lasu pod kierunkiem architekta Władysława Markoniego. Dwukondygnacyjny pałac na wysokich mieszkalnych sutenerach, wybudowany na planie prostokąta kryty dachem czterospadowym nad główną częścią. Od frontu portyk z wejściem, nad nim okno zakończone półkoliście oświetlającej hol. Portyk zwieńczony tympanonem, od ogrodu w wysuniętym półkolu z sześciu kolumn oszklony ogród zimowy otoczony tarasem.